# Платі (Пенсільванія)
Платі (англ. Platea) — місто (англ. borough) в США, в окрузі Ері штату Пенсільванія. Населення — 442 особи (2020).

## Географія
Платі розташоване за координатами 41°57′4″ пн. ш. 80°19′50″ зх. д. / 41.95111° пн. ш. 80.33056° зх. д. (41.950986, -80.330450).  За даними Бюро перепису населення США в 2010 році місто мало площу 8,66 км², уся площа — суходіл.

## Демографія
Згідно з переписом 2010 року, у селищі мешкало 430 осіб у 157 домогосподарствах у складі 124 родин. Густота населення становила 50 осіб/км².  Було 179 помешкань (21/км²).
Расовий склад населення:
| - 98,6 % — білих - 0,2 % — чорних або афроамериканців - 0,2 % — азіатів |

До двох чи більше рас належало 0,9 %. Частка іспаномовних становила 0,5 % від усіх жителів.
За віковим діапазоном населення розподілялося таким чином: 21,2 % — особи молодші 18 років, 66,9 % — особи у віці 18—64 років, 11,9 % — особи у віці 65 років та старші. Медіана віку мешканця становила 43,8 року. На 100 осіб жіночої статі у селищі припадало 104,8 чоловіків;  на 100 жінок у віці від 18 років та старших — 100,6 чоловіків також старших 18 років.
Середній дохід на одне домашнє господарство  становив 59 149 доларів США (медіана — 52 083), а середній дохід на одну сім'ю — 61 964 долари (медіана — 59 583). Медіана доходів становила 46 500 доларів для чоловіків та 30 833 долари для жінок. За межею бідності перебувало 19,6 % осіб, у тому числі 42,7 % дітей у віці до 18 років та 7,5 % осіб у віці 65 років та старших.
Цивільне працевлаштоване населення становило 225 осіб. Основні галузі зайнятості: виробництво — 25,3 %, освіта, охорона здоров'я та соціальна допомога — 24,9 %, роздрібна торгівля — 12,9 %, транспорт — 6,7 %.